# Yūki Ikeya
Yūki Ikeya (japanisch 池谷 友喜 Ikeya Yūki; * 27. Juni 1995 in der Präfektur Kumamoto) ist ein japanischer Fußballspieler.

## Karriere
Ikeya erlernte das Fußballspielen in der Jugendmannschaft von Roasso Kumamoto und der Universitätsmannschaft der Chūō-Universität. Seinen ersten Vertrag unterschrieb er 2018 bei seinem Jugendverein Roasso Kumamoto. Der Verein spielte in der zweithöchsten Liga des Landes, der J2 League. Für den Verein absolvierte er zwei Ligaspiele. 2019 wechselte er zum Drittligisten Kamatamare Sanuki. Für den Verein aus Takamatsu bestritt er 47 Drittligaspiele. Nach zwei Spielzeiten wechselte er Anfang 2021 zum Regionalligisten Criacao Shinjuku. 2021 wurde er mit dem Verein Meister der Kanto Soccer League (Div.1) und stieg anschließend in die vierte Liga auf.

## Erfolge
Criacao Shinjuku
- Kanto Soccer League (Div.1): 2021  ▲

## Sonstiges
Yūki Ikeya ist der Sohn von Tomoyoshi Ikeya.